# Kupšinci
Kupšinci este o localitate din comuna Murska Sobota, Slovenia, cu o populație de 411 locuitori.